# باربارا استروتسی
باربارا استروتسی (ایتالیایی: Barbara Strozzi؛ ‏ ۶ اوت ۱۶۱۹ – ۱۱ نوامبر ۱۶۷۷) موسیقی‌دان، آهنگساز، خواننده اپرا و بازیگر تئاتر اهل جمهوری ونیز بود.

## زندگینامه
باربارا فرزند (احتمال ناخلف) جولیو استروتسی شاعر بنام ایتالیایی بود. او از کودکی استعدادش در آواز و سپس آهنگسازی را نشان داد و با حمایت جولیو — که برای او یک آکادمی موسیقی برپا کرد — به شکوفایی رسید. باربارا در دوره‌ای که تمام آهنگسازان مشهور مرد بودند، و آهنگسازان زن هم موسیقی‌شان را با نام یکی از بستگان مذکرشان منتشر می‌کردند، اولین زنی شد که موسیقی خود را با نام خودش منتشر کرد. احتمال داده می‌شود که باربارا یک روسپی درباری بوده باشد، اما این ادعا ممکن است بر شواهدی استوار باشد که مستند بر گفته‌های مردان موسیقی‌دانی است که او را رقیب خود می‌دانستند. باربارا پرکارترین موسیقی‌دان غیر مذهبی ونیز در زمان خود دانسته می‌شود.